# Leave Out All the Rest
"Leave Out All the Rest" je treća pjesma s albuma Minutes To Midnight i peti singl sastava Linkin Park. Pjesma je kao singl izdana u Velikoj Britaniji 14. srpnja 2008., a u SAD-u 15. srpnja 2008.

## Informacije
Naslovi pjesme prvotno su bili "Fear" i "When My Time Comes" (prema bookletu uz CD album). Sastav je tekst za ovu pjesmu pisao u oko trideset varijanti, sve dok se nije dobila konačna verzija. 
Pjesma počinje električnim zvukom klavira sve do prvog stiha. Tema pjesme je priznanje (prijatelju ili ljubavi) te iskupljenje, govori o jadnim i krivim potezima koje je neka osoba nepravila i tako naudila nekome u prošlosti, te se boji osude drugih. Također, pjesma navodi da razlike između ljudi ne bi trebale biti važne. Glavna osoba u pjesmi ima želju da je se pamti po dobrome od strane drugih ljudi, pa čak i u njihovim sjećanjima kad umre.
U pjesmi se isprepliću razne sinteze i semplovi sa sirovim zvukom gitare, bubnja i snažnog vokala.
Pjesma je vrlo pop rock karaktera nešto kao njihove ranije prethodnice ("Easier To Run" i Pushing Me Away").
Intro iz pjesme pojavio se u engleskim i američkim serijama Zakon i red i Sky One.
U Kerrang intervjuu od sastava, pjevač Chester Bennington za pjesmu je rekao kako je sastav od početka znao da će "Leave Out All The Rest" biti singl, jer su puno truda uložili u tekst. Dalje navodi:
Mnogo pjesama govori o humanosti na albumu Minutes To Midnight, a s time se slažu i producenti albuma Mike Shinoda i Rick Rubin koji su rekli da pjesma zvuči kao "golemi singl".
Shinoda je prvi prepoznao potencijal pjesme da postane singl.

## Spot
U intervjuu za MTV Shinoda je izjavio kako Joe Hahn ima ideju za izradu spota koji bi bio znanstveno-fantastičnog karaktera. Spot je napravljen po uzoru na jedan engleski SF film Sunshine. U spotu sastav ne izvodi pjesmu već se članovi sastava prikazuju kao članovi posade koji putuju galaksijom s nekom misijom. U nekim kadrovima je prikazano kako Chester Bennington pjeva sve dok iznenada ne nastanu problemi na njihovom brodu usred priblažavanja suncu.
Joe Hahn je za jedan intervju izjavio:
Spot je službeno objavljen 30. svibnja 2008.

## Ljestvice
| Ljestvica (2007)                          | Glavna pozicija |
| ----------------------------------------- | --------------- |
| U.S. Billboard Pop 100                    | 98              |
| Ljestvica (2008)                          | Glavna pozicija |
| Australian Singles Chart                  | 24              |
| Finland Singles Chart                     | 19              |
| New Zealand Singles Chart                 | 38              |
| Polish National Top 50                    | 38              |
| Portugal Singles Chart                    | 33              |
| UK Singles Chart                          | 90              |
| U.S. Billboard Hot Modern Rock Tracks     | 11              |
| U.S. Billboard Hot Mainstream Rock Tracks | 33              |
| U.S. Billboard Hot Adult Top 40 Tracks    | 32              |
| U.S. Billboard Pop 100                    | 86              |

## Vanjske poveznice
Stihovi "Leave Out All the Rest"  Arhivirana inačica izvorne stranice od 13. listopada 2008. (Wayback Machine)